# Order Serca Złotego
Order Serca Złotego (fil. Orden ng Gintong Puso, ang. Order of the Golden Heart) – order cywilny, filipińskie odznaczenie państwowe.

## Historia i charakterystyka
Order ustanowił 21 czerwca 1954 prezydent Ramon Magsaysay pod nazwą Prezydencka Nagroda Serca Złotego (Golden Heart Presidential Award), a obecną nazwę wraz ze statusem orderu otrzymał 19 września 2003.
Nadawany jest osobom oraz organizacjom filipińskim i zagranicznym:
- za służbę wykonywaną w sposób wybitny,
- za zauważalne wsparcie pieniężne lub pomoc materialną,
- za zachęcanie do poprawy warunków społecznych, ekonomicznych i moralnych wśród mas Filipińczyków, szczególnie w obszarach wiejskich[1].

W starszeństwie filipińskich odznaczeń znajduje się za Nagrodą Rizala Pro Patria, a przed Palmami Akademickimi Rizala.
Odznaczenie podzielone jest na sześć klas:
| Klasy     | Nazwa polska   | Nazwa filipińska     | Baretka do 2005 | Baretka od 2006 |
| I klasa   | Wielki Łańcuch | Maringal na Kuwintas |                 |                 |
| II klasa  | Krzyż Wielki   | Maringal na Krus     |                 |                 |
| III klasa | Wielki Oficer  | Maringal na Pinuno   |                 |                 |
| IV klasa  | Komandor       | Komandante           |                 |                 |
| V klasa   | Oficer         | Pinuno               |                 |                 |
| VI klasa  | Kawaler        | Kagawad              |                 |                 |

## Wygląd
Odznaki orderowe mają kształt emaliowanego na zielono krzyża maltańskiego, z umieszczonym w środku nieemaliowanym medalionem z dwoma otwartymi dłońmi ofiarującymi znajdujące się poniżej serce, poniżej którego umieszczono łacińską inskrypcję z pochodzącą z wersetu 31:20 Księgi Jeremiasza „MANUM TUAM APERVIT INOPE” (otwiera dłoń ubogiemu, do nędzarza wyciąga swe ręce). Pomiędzy ramionami krzyża znajdują się pęki z trzema liśćmi palmowymi. Na rewersie znajduje się napis The / Golden Heart / Presidential Award i pieczęć prezydenta.
Odznaki wykonane są ze złoconego brązu. Gwiazdy orderowe mają wygląd tożsamy z odznaką, lecz są nieco większe. Do 2005 mężczyźni nosili je na wstęgach orderowych w kolorze niebiesko-biało-czerwonym, a kobiety odznakę przypinały bez wstęgi, lub nosiły na łańcuchu orderowym w przypadku nadania I klasy, lub na trójkolorowych wielkich wstęgach w przypadku nadania II klasy. Obecnie ordery nadawane są wraz z czerwonymi wstęgami niezależnie od płci.

## Odznaczeni
Wielki Łańcuch:
- 1955 – Helen Keller, amerykańska pisarka i działaczka społeczna
- 1958 – Ramon Magsaysay, b. prezydent Filipin
- 1960 – Manuel Luis Quezon, b. prezydent Filipin
- 1963 – Tan Xiang, żona wiceprezydenta Tajwanu
- 1963 – Sirikit Kitiyakara, małżonka króla Tajlandii
- 1965 – Imelda Romualdez Marcos, pierwsza dama Filipin
- 1971 – Rajya Laxmi Devi Shah, małżonka króla Nepalu
- 1971 – Mohamed Suharto, prezydent Indonezji
- 1971 – Hartinah Suharto, pierwsza dama Indonezji
- 1975 – Charles Bailey, amerykański kardiochirurg
- 1975 – Donald Effler, amerykański kardiochirurg
- 1975 – Delton Cooley, amerykański kardiochirurg
- 1975 – Christiaan Barnard, południowoafrykański kardiochirurg
- 1975 – Martines Bordiu, amerykański kardiochirurg
- 1983 – Talal bin Abdulaziz Al Saud, saudyjski książę
- 2007 – Zofia Grecka, małżonka króla Hiszpanii[9]
- 2010 – Rodolfo Quizon, filipiński komik
- 2011 – Fe del Mundo, filipińska pediatra